# Össur Skarphéðinsson
Össur Skarphéðinsson (ur. 19 czerwca 1953 w Reykjavíku) – islandzki polityk, deputowany, minister w różnych resortach, w latach 2000–2005 przewodniczący Sojuszu.

## Życiorys
W 1973 ukończył szkołę średnią Menntaskólinn í Reykjavík. W 1979 został absolwentem biologii na Uniwersytecie Islandzkim, a w 1983 uzyskał doktorat z fizjologii na University of East Anglia w Wielkiej Brytanii. W latach 1983–1984 był stypendystą British Council. Pracował jako redaktor różnych islandzkich gazet, był też wykładowcą na Uniwersytecie Islandzkim.
Działał w Partii Socjaldemokratycznej, z którą w 2000 dołączył do przekształconego w jednolitą partię Sojuszu. W wyniku wyborów w 1991 uzyskał po raz pierwszy mandat posła do Althingu, w islandzkim parlamencie zasiadał do 2016. Od 1991 do 1993 był przewodniczącym klubu parlamentarnego socjaldemokratów. W latach 2000–2005 stał na czele partii Sojusz, a od 2006 do 2007 kierował jej frakcją deputowanych.
W latach 1993–1995 zajmował stanowisko ministra środowiska w gabinecie premiera Davíða Oddssona. W maju 2007 został ministrem przemysłu, energii i turystyki w rządzie, na czele którego stał Geir Haarde. Dodatkowo od maja 2007 do czerwca 2008 pełnił również funkcję ministra do spraw współpracy nordyckiej. W lutym 2009 objął stanowisko ministra spraw zagranicznych w gabinecie Jóhanny Sigurðardóttir, zachowując także swoją wcześniejszą funkcję. W maju 2009 w drugim rządzie tej samej premier pozostał na funkcji ministra spraw zagranicznych. Urząd ten sprawował do maja 2013.